# Biara Timur
Biara Timur is een bestuurslaag in het regentschap Aceh Utara van de provincie Atjeh, Indonesië. Biara Timur telt 589 inwoners (volkstelling 2010).